# Diocesi di Cinna
La diocesi di Cinna (in latino Dioecesis Cinnaea) è una sede soppressa del patriarcato di Costantinopoli e sede titolare della Chiesa cattolica.

## Storia
Cinna, identificabile con Karahamzılı, nel distretto di Bala, in Turchia, è un'antica sede episcopale della provincia romana della Galazia Prima nella diocesi civile del Ponto. Faceva parte del patriarcato di Costantinopoli ed era suffraganea dell'arcidiocesi di Ancira.
Diversi sono i vescovi documentati di questa diocesi nel primo millennio cristiano. Gorgonio prese parte al primo concilio ecumenico celebrato a Nicea nel 325. Filomeno fu tra i padri del concilio di Efeso del 431 e Acacio di quello di Calcedonia del 451. Daniele sottoscrisse nel 458 la lettera dei vescovi della Galazia Prima all'imperatore Leone dopo la morte di Proterio di Alessandria. Il vescovo Amianto è menzionato nella Vita di san Teodoro Siceota. Platone intervenne al terzo concilio di Costantinopoli nel 680. Sinesio assistette al secondo concilio di Nicea nel 787. Trasio partecipò al concilio dell'869 che condannò il patriarca Fozio di Costantinopoli; mentre Antonio era presente al concilio che dieci anni dopo riabilitò il patriarca costantinopolitano. Probabilmente la diocesi scomparve in seguito all'invasione mussulmana del X secolo, anche se nelle Notitiae episcopatuum del patriarcato è documentata fino al XII secolo..
A questa sede Le Quien assegna anche il vescovo Giorgio, il cui nome si trova tra le sottoscrizioni degli atti del concilio in Trullo (691/92). Si tratta in realtà di un errore di interpretazione di Le Quien: infatti l'edizione critica degli atti di questo concilio assegna Giorgio alla diocesi di Sinodio, suffraganea di Pessinonte, sede ignota a Le Quien, ma attestata dalle Notitiae Episcopatuum del patriarcato di Costantinopoli dal X al XII secolo.
Dal XVIII secolo Cinna è annoverata tra le sedi vescovili titolari della Chiesa cattolica; la sede è vacante dal 29 ottobre 1968.

## Cronotassi

### Vescovi greci
- Gorgonio † (menzionato nel 325)
- Filomeno † (menzionato nel 431)
- Acacio † (menzionato nel 451)
- Daniele † (menzionato nel 458)
- Amianto †
- Platone † (menzionato nel 680)
- Sinesio † (menzionato nel 787)
- Trasio † (menzionato nell'869)
- Antonio † (menzionato nell'879)

### Vescovi titolari
- Claude François de Reymond † (11 febbraio 1756 - 19 marzo 1756 deceduto) (non consacrato)

- William Maire † (1º ottobre 1767 - 25 luglio 1769 deceduto)
- Józef Kazimierz Kossakowski † (13 marzo 1775 - 17 settembre 1781 nominato vescovo di Wenden)
- Antonin Malinowski, O.P. † (23 settembre 1782 - dopo il 30 giugno 1816[5] deceduto)
- Pedro Alcántara Jiménez, O.Praem. † (19 ottobre 1830 - febbraio 1843 deceduto)
- Józef Cybichowski † (12 luglio 1867 - 6 marzo 1887 deceduto)
- Jules Bruguière (Brughiero), C.M. † (29 luglio 1891 - 19 ottobre 1906 deceduto)
- Carlos de Jesús Mejía y Laguana, C.M. † (2 settembre 1907 - 3 maggio 1937 deceduto)
- Mateo Múgica y Urrestarazu † (12 ottobre 1937 - 29 ottobre 1968 deceduto)